# HNoMS Heimdal (1892)
El HNoMS Heimdal fue un buque de guerra noruego construido en Akers mekaniske verksted en Kristiania, Noruega en 1892 con el número de construcción 137.
Fue construido para patrullar las aguas territoriales noruegas y actuar como barco de rescate para los viajeros marítimos. A lo largo de su vida desempeñó numerosos papeles: como yate real (1892-1905, 1905-1908), buque de mando (1905), buque de patrulla de alta mar y buque de rescate (1892-1940), buque de cuartel general y depósito (1940-1943), buque de alojamiento (1945-1946) y buque de carga civil (1946-1947).
Heimdal pasó la mayor parte de su vida útil en las costas de Finnmark y en los mares del Ártico, con su primer crucero el 30 de septiembre de 1892 y su primera patrulla del Ártico en abril y mayo de 1893.

## Hundimiento
Después del Día de la Victoria tras el fin de la Segunda Guerra Mundial, el Heimdal fue reactivado y navegó de regreso a Noruega en mayo de 1945. Allí fue utilizado como buque de alojamiento hasta que fue vendido a intereses civiles en 1946, rebautizado como Rovena y convertido en buque de carga. Fue con esta apariencia que se hundió frente a Islandia el 18 de agosto de 1947, mientras transportaba un cargamento de 2.800 barriles de arenque.